# Hanover (Jamaica)
Hanover is een parish van Jamaica. De hoofdstad van deze parish is Lucea.

## Geboren
- P.J. Patterson (1935), politicus
- Ian Randle (1940), onafhankelijk uitgever
- Merlene Ottey (Cold Spring, 1960), atlete
- Vonette Dixon (1975), atlete
- Siccaturie Alcock, artiestennaam Jah Cure of Iyah Cure (1978), reggae-artiest
- Jah Cure (1978), reggaemuzikant
- Nickesha Anderson (1985), atlete
- Jak Ali Harvey (1989), atleet

Clarendon · Hanover · Kingston · Manchester · Portland · Saint Andrew · Saint Ann · Saint Catherine · Saint Elizabeth · Saint James · Saint Mary · Saint Thomas · Trelawny · Westmoreland